# یاتیهالاگالا
یاتیهالاگالا (به لاتین: Yatihalagala) یک منطقهٔ مسکونی در سری‌لانکا است که در استان مرکزی (سری‌لانکا) واقع شده‌است.